# If You (bài hát)
"If You" là đĩa đơn của ban nhạc Hàn Quốc Big Bang và được phát hành dưới dạng kĩ thuật số vào ngày 1 tháng 6 năm 2015 bởi hãng thu âm YG Entertainment. Bài hát nằm trong album đĩa đơn D thuộc album phòng thu tiếng Hàn thứ ba MADE.

## Bối cảnh
Poster đầu tiên của "If You" được công bố vào ngày 27 tháng 6 năm 2015 với tên bài hát và ngày phát hành (1 tháng 7). Không giống như các đĩa đơn trước đó bài hát không kèm theo video âm nhạc. Đại diện của YG Entertainment giải thích trên Star News rằng "lý do bài hát không có video là vì kể từ khi Big Bang debut vào năm 2006, 'If You' là bài hát sầu buồn nhất. 'If You' là tác phẩm có thể sẽ rung động cảm xúc của bạn. Không quay video sẽ giúp các bạn chú tâm nhiều hơn tới nhạc và lời của nó". Đây là đĩa đơn duy nhất trong MADE mà tất cả các thành viên đều hát và không có rap.

## Diễn biến thương mại và xếp hạng
"If You" tiêu thụ được 308.120 bản tại Hàn Quốc trong tuần đầu tuần đầu tiên và trở thành đĩa đơn bán chạy thứ tư trong năm 2015 cũng như giữ vị trí quán quân trên Gaon Digital Chart, số hai trên BGM Chart, số bốn trên Gaon Streaming Chart với 4,871 triệu lượt stream và thứ 22 trên Mobile Chart. Bài hát xếp ở vị trí số một trên bảng xếp hạng tháng 7 với tổng cộng doanh số 627.808 bản và 21,247 triệu lượt stream.
Trên bảng xếp hạng World Digital Songs của Billboard bài hát đạt đỉnh ở vị trí thứ hai.

## Ý kiến phê bình
Billboard nhận xét rằng "If You" là một trong những "bài hát gây chú ý tức thời nhất của nhóm trong nhiều năm qua." G-Dragon nhận được nhiều đánh giá tích cực cho việc sáng tác khi "phô diễn khả năng viết bài hát ghê gớm khi nhớ về 'Lies' hay 'Haru Haru'."
Tablo của nhóm Epik High nhận xét "If You" thực sự ấn tượng còn Yang Hyun Suk coi "If You" là bài hát sầu não nhất của nhóm.

## Xếp hạng
| Bảng xếp hạng (2015)                                 | Vị trí cao nhất |
| ---------------------------------------------------- | --------------- |
| Nhật Bản Hot 100 (Billboard)                         | 29              |
| Hàn Quốc (Bảng xếp hạng đĩa đơn hàng tuần của Gaon)  | 1               |
| Hàn Quốc (Bảng xếp hạng Mobile hàng tuần của Gaon)   | 7               |
| Hàn Quốc (Bảng xếp hạng đĩa đơn hàng tháng của Gaon) | 1               |
| Hàn Quốc (Bảng xếp hạng Mobile hàng tháng của Gaon)  | 11              |
| Hoa Kỳ (Billboard World Digital Songs)               | 2               |

## Doanh số
| Quốc gia                                   | Doanh số |
| ------------------------------------------ | -------- |
| Hàn Quốc (Bảng xếp hạng Download của Gaon) | 679.825  |